# Cynorta guadalupensis
Cynorta guadalupensis is een hooiwagen uit de familie Cosmetidae.